# نادي مارينغا
نادي مارينغا لكرة القدم (بالبرتغالية: Maringá Futebol Clube‏) ، هي نادي رياضي لكرة القدم في البرازيل ، أسست سنة 2010م، وتقع مقرها في مدينة مارينغا ، وهي تلعب للدوري البرازيلي لكرة القدم من فئة الدرجة الرابعة.

## وصلة خارجية
الموقع الرسمي